# Eilema marguerita
Eilema marguerita là một loài bướm đêm thuộc phân họ Arctiinae, họ Erebidae.